# Vinets
För andra betydelser, se Vinets (olika betydelser).
Vinets är en kommun i departementet Aube i regionen Grand Est (tidigare regionen Champagne-Ardenne) i nordöstra Frankrike. Kommunen ligger  i kantonen Ramerupt som ligger i arrondissementet Troyes. År 2022 hade Vinets 187 invånare.

## Befolkningsutveckling
Antalet invånare i kommunen Vinets
Referens: INSEE